# Ленинградское пиво
«Ленингра́дское» — советский и российский сорт светлого пива, один из самых крепких в СССР.
Сорт был разработан специалистами ВНИИ пивоваренной и винодельческой промышленности. Внедрён в производство на пивоваренных заводах Наркомпищепрома в 1936 году. В Советском Союзе «Ленинградское» являлось массовым сортом — наряду с «Жигулёвским» и «Московским».

## «Ленинградское» в советских стандартах
Начиная с 1938 года «Ленинградское» присутствует в советских стандартах и регламентируется как светлое пиво низового брожения. Однако состав сырья для его изготовления и сроки дображивания менялись со временем; вместе с ними менялись и некоторые другие предписываемые показатели напитка.
Общесоюзный стандарт ОСТ-350 описывает его как пиво, имеющее винный и сильно выраженный хмелевой вкус. Оно должно было иметь плотность начального сусла не ниже 18 % и содержать не менее 5 % весовых (позднее — по массе) спирта.
Для его изготовления кроме пивоваренного солода и культурного хмеля применялось 3,3 килограмма сахара на один гектолитр пива. После основного брожения это пиво должно было выдерживаться в подвале не менее 45 суток. Пиво разливалось в бутылки ёмкостью 0,35 литра.
В стандарте 1946 года вместо сахара предписано применять 3,5 кг рисовой сечки на гектолитр сусла; пиво должно иметь винный привкус и сильно выраженный хмелевый вкус. Выдержка в подвале повышена до 90 дней, изменены и физико-химические показатели: плотность повышена до 20 %, крепость — до 6 % в массовых долях или 7,5 % в объёмных.
Стандарт 1953 года устанавливал применение рисовой муки или рисовой сечки в количестве 10 % от общего количества зерноприпасов во время затирания. При тех же показателях плотности, крепости и выдержки пиво должно иметь винный привкус (о хмеле речь уже не идёт).
В республиканских технических условиях РТУ РСФСР 1961 года не устанавливались требования к сырью для конкретных сортов: состав его определялся соответствующими рецептурами.
Здесь рядом с «Ленинградским» появилась новинка: «Ленинградское оригинальное» — пиво, похожее на традиционное «Ленинградское», с той же плотностью (20 %) и той же крепостью (6 %), но в отличие от последнего оно должно было выдерживаться не менее 100 дней. Имелись и значительные различия в органолептических показателях: «Ленинградское» имеет винный привкус и слабый хмелевой аромат, а «Ленинградское оригинальное» — хмелевые вкус и аромат с винным привкусом.
В следующих общесоюзных стандартах «Ленинградское» — пиво с теми же параметрами; оно характеризуется хмелевым вкусом с винным привкусом и хмелевым ароматом.
Республиканский стандарт «Пиво. Национальные сорта. Общие технические условия» 1984 года повторяет характеристики «Ленинградского оригинального» — его параметры, хмелевые вкус и аромат с винным привкусом.

## Варианты «Балтики»
К 300-летнему юбилею Санкт-Петербурга под торговой маркой «Балтика» появился сорт «Ленинградское светлое». Это пастеризованное пиво имеет плотность 11 %, содержит содержит алкоголя не менее 4 % об. В составе — вода, светлый и карамельный ячменный солода, ячмень и хмель.
«Ленинградское крепкое» той же компании по своим параметрам более похоже на советский сорт: его плотность — 18 %, крепость — не менее 7,5 % об. Состав: вода, светлый ячменный солод, мальтозная патока, рис и хмелепродукты.